# キャノンボール3 新しき挑戦者たち
『キャノンボール3 新しき挑戦者たち』（米題：Speed Zone、EU題：Cannonball Fever）は、1989年に公開されたアメリカ合衆国のカーアクション映画。日本公開時の正式名称は「キャノンボール/新しき挑戦者たち」。制作会社やキャストは異なるが、1984年に公開された『キャノンボール2』の続編で、キャノンボールシリーズの3作目である。
オープニング曲は、Rocky BurnetteのPerfect Crime。エンディング曲はSplashの『ディジー・ミス・リジー』（ビートルズのカバー曲）である。2012年現在、US版でのDVDリリースはされているが、日本でのリリースは未定である。サントラは、Grudge Recordsより1989年にリリースされている。

## ストーリー
全米大陸横断5000キロレースのキャノンボール・ラン。年々、盛んになってゆくキャノンボール。このレースに、ついに警察が本気で取り締まりに乗り出す。法律順守の狂信的な署長VSキャノンボーラー。“オープニングで披露されるカウンタックの水面跳び”、“ジェット機のハイウェイ走行”、“250キロの脇見運転”とハチャメチャなアクションが連続のストーリー。

## キャスト
| 役名                         | 俳優                     | 日本語吹替                          | 日本語吹替 | 日本語吹替 |
| 役名                         | 俳優                     | VHS版                               | TBS版 |            |
| ---------------------------- | ------------------------ | ----------------------------------- | --- | ---------- |
| チャーリー                   | ジョン・キャンディ       | 羽佐間道夫                          | 石田太郎 |            |
| ティファニー                 | ドナ・ディクソン         | 川浪葉子                            | 小宮和枝 |            |
| レオ・ロス                   | ユージン・レヴィ         | 池田秀一                            | 納谷六朗 |            |
| アレック・スチュワート       | マット・フリューワー     | 峰恵研                              | 池田勝 |            |
| ヴィック・デルビス           | ジョー・フラハティ       | 小関一                              | 谷口節 |            |
| ジャック・オニール           | ティム・マシスン         | 梅津秀行                            | 大塚芳忠 |            |
| ヘザー・スコット             | ミミ・カジク             | 神宮司弥生                          | 一柳みる |            |
| リー・ロバーツ               | メロディ・アンダーソン   | 滝沢久美子                          | 堀越真己 |            |
| マーガレット                 | シャーリー・ベラフォンテ | 伊倉一恵                            | 高島雅羅 |            |
| ヴァレンチノ                 | ブライアン・ジョージ     | 山口健                              | 筈見純 |            |
| フラッシュ                   | アート・ヒンドル         | 森川智之                            | |            |
| ネルソン・ヴァン・スローン   | ディック・スムーザース   | 島香裕                              | |            |
| ランドルフ・ヴァン・スローン | トム・スムーザース       | 徳丸完                              | |            |
| エドセル署長                 | ピーター・ボイル         | 大木民夫                            | 上田敏也 |            |
| ホイットマン                 | ドン・レイク             | 塚田正昭                            | 沢木郁也 |            |
| ドナート                     | ジョン・シュナイダー     |                                     | |            |
| シーク                       | ジェイミー・ファー       |                                     | 石森達幸 |            |
| 老人                         | リー・ヴァン・クリーフ   |                                     | 仁内建之 |            |
| ガス・ゴールド               | ハーヴェイ・アトキン     | 藤本譲                              | |            |
| ローリン                     | アリッサ・ミラノ         | 川村万梨阿                          | 皆口裕子 |            |
| ミスター・ベンソン           | ルイス・デル・グランデ   | 沢木郁也                            | |            |
| カール・ルイス               |                          | 沢木郁也                            | |            |
| マイケル・スピンクス         | マイケル・スピンクス     | 岡和男                              | |            |
| ブルック・シールズ           | ブルック・シールズ       | 松井菜桜子                          | 安達忍 |            |
| その他                       |                          | 鈴木れい子 河合義雄 高木渉 鈴木勝美 | 田中正彦 高島雅羅 円谷文彦 藤城裕士 山口嘉三 成田剣 佐藤しのぶ 稲葉実 山口健 浅野典子 島香裕 塩屋浩三 滝沢ロコ |            |
| 演出                         |                          | 水鳥鐵夫                            | 松川陸 |            |
| 翻訳                         |                          | 日笠千晶                            | 平田勝茂 |            |
| 録音                         |                          | 内藤幸恵                            | |            |
| 調整                         |                          |                                     | 金谷和美 |            |
| 効果                         |                          |                                     | 南部満治 |            |
| 選曲                         |                          |                                     | 河合直 |            |
| 制作                         |                          |                                     | |            |

- TBS版：初回放送1991年5月29日『水曜ロードショー』